# Philippe Couillard
Philippe Couillard (Montreal, 26 de junio de 1957) fue el primer ministro de Quebec entre 2014 y 2018, líder del Partido Liberal de Quebec y exprofesor universitario y neurocirujano en Quebec, Canadá. Fue elegido diputado de Montreal con el 55 % de los votos en la Outremont para las elecciones del 9 de diciembre de 2013. En las elecciones de 2014 se trasladó a los paseos de Roberval donde reside. Hasta el 25 de junio de 2008, se desempeñó como ministro de Quebec para la Salud y Servicios Sociales y también fue diputado del Mont-Royal hasta que renunció en 2008 bajo el gobierno liberal de Jean Charest. Tiene también la nacionalidad francesa.

## Vida y trayectoria
Posee un título de médico y una certificación en neurocirugía de la Universidad de Montreal. Él era el jefe del departamento de neurocirugía en el Hospital Saint-Luc 1989-1992 y de nuevo en el Centro Hospitalario Universitario de Sherbrooke 1996-2003. Entre 1992 y 1996, ejerció en Dhahran, Arabia Saudita. En 2003, abandonó la profesión médica para postularse para un escaño en la Asamblea Nacional en representación del Partido Liberal de Quebec. Fue elegido diputado de Mont-Royal en las elecciones de 2003 y fue nombrado Ministro de Salud y Servicios Sociales el 29 de abril de 2003.
Desde que asumió el cargo, se demostró hábil en el manejo de las relaciones públicas de su departamento y fue considerado por algunos como el ministro más popular en el gobierno de Charest. Sus logros durante su mandato incluyen un aumento de $ 4200 millones en el presupuesto de salud de Quebec, la prohibición de fumar en lugares públicos, y una reducción en el número de acreditaciones sindicales locales en el sector de la salud.